# Solanum ramonense
Solanum ramonense là loài thực vật có hoa trong họ Cà. Loài này được C.V. Morton & Standl. miêu tả khoa học đầu tiên năm 1938.